# Pandemia de gripe A (H1N1) de 2009-2010 en Europa
La pandemia de gripe A (H1N1), que se inició en 2009, entró en Europa el 26 de abril del mismo año cuando España fue el primer país afectado.
Esta pandemia afectó, hasta el 29 de abril de 2010 (fecha de la última actualización), a 44 de los 45 países europeos, de los cuales 38 ya confirmaron muertes. De todos los países europeos, el único que no ha confirmado ningún caso es la Ciudad del Vaticano.

## Países europeos con casos confirmados

### Albania
El virus de la influenza A (H1N1) entró en Albania el 20 de julio de 2009. Éste fue el 39º país en reportar casos de gripe A en el continente europeo.
El 20 de julio de 2009 se confirmó el primer caso de gripe A en este país. Se trataba de un joven de 22 años.
Hasta el 29 de abril de 2010 (fecha de la última actualización), Albania confirmó 426 casos y 12 muertes por la gripe A (H1N1). 

### Alemania
El virus de la influenza A (H1N1) arribó a Alemania el 29 de abril de 2009. Alemania fue el tercer país en reportar casos de la pandemia de gripe A en el continente europeo.
La primera persona infectada de Alemania por la pandemia fue una persona de Ratisbona, en el norte de Múnich.
La primera muerte por Influenza humana en Alemania fue registrada el 25 de septiembre de 2009, cuando una mujer de 36 años murió en un hospital de Fráncfort del Meno al tener varias complicaciones que le ocasionaron el deceso.

### Andorra
El virus de la influenza A (H1N1) llegó a Andorra el 10 de julio de 2009. Éste fue el 38º país en informar sobre casos de gripe A en el continente europeo.
El Ministerio de Salud, Bienestar y Trabajo andorrano creó una página web donde cada lunes se emitían comunicados semanales, informando sobre casos nuevos (sospechosos y confirmados) de gripe A (H1N1) en el país. Dicho ministerio también adquirió vacunas para el 70% de la población y, el 2 de noviembre de 2009, se inició la campaña de vacunación.
La primera persona contagiada de Andorra fue una mujer de 22 años, cuyos análisis se realizaron en el Hospital Clínico y Provincial de Barcelona, y que recibió tratamiento médico en régimen de aislamiento domiciliario. El siguiente caso se confirmó en un hombre de 28 años el 21 de julio y, tres días después, una mujer de 23 años fue la primera persona hospitalizada por gripe A. El 1 de agosto, un turista francés de 40 años, que había acudido a visitar a su familia, fue trasladado a Francia para recibir tratamiento médico. El 25 de agosto se confirmó el cuarto caso en un hombre de 22 años y el 28 en una mujer de 28 años. El 31 de agosto se confirmaron tres nuevos casos en una mujer de 48 años de edad, una niña de 4 y un niño de 2. Los últimos casos confirmados han sido el 7 de septiembre y el 10 de septiembre, en mujeres de 24 y 32 años respectivamente.
Hasta el 29 de abril de 2010 (fecha de la última actualización), Andorra confirmó 10 casos de gripe A (H1N1).

### Austria
El virus de la influenza A (H1N1) penetró en Austria el 29 de abril de 2009 (el mismo día en que entró el virus a Alemania). Austria fue el 4º país en reportar casos de gripe A en el continente europeo.
Hasta el 29 de abril de 2010 (fecha de la última actualización), Austria confirmó 964 casos y 39 muertes por la gripe A (H1N1).

### Bélgica
El virus de la influenza A (H1N1) entró en Bélgica el 13 de mayo de 2009. Éste fue el 16º país en reportar casos de gripe A en el continente europeo.
Todo comenzó cuando el ministerio del interior belga anunció el primer caso de la gripe A (H1N1) el 13 de mayo de 2009. La persona infectada era un hombre de 28 años, residente de Gante que viajó a Estados Unidos. Luego una segunda persona dio positivo para la gripe A el 14 de mayo de 2009.
Hasta el 29 de abril de 2010 (fecha de la última actualización), Bélgica confirmó 76.973 casos y 19 muertes por la gripe A (H1N1).

### Bielorrusia
El virus de la influenza A (H1N1) entró en Bielorrusia el 19 de agosto de 2009. Éste fue el 43º país en reportar casos de gripe A en el continente europeo.
Hasta el 29 de abril de 2010 (fecha de la última actualización), Bielorrusia confirmó 102 casos y 88 muertes por la gripe A (H1N1).

### Bosnia y Herzegovina
El virus de la influenza A (H1N1) entró en Bosnia y Herzegovina el 29 de junio de 2009. Éste fue el 34º país en reportar casos de gripe A en el continente europeo.
Hasta el 29 de abril de 2010 (fecha de la última actualización), Bosnia y Herzegovina confirmó 714 casos y 13 muertes por la gripe A (H1N1).

### Bulgaria
El virus de la influenza A (H1N1) entró en Bulgaria el 1 de junio de 2009. Éste fue el 25º país en reportar casos de gripe A en el continente europeo.
La primera persona afectada desarrolló problemas respiratorios, tos y fiebre alta el 29 de mayo. Pero recién el 1 de junio fue confirmado que esta persona era portadora del virus.
Hasta el 29 de abril de 2010 (fecha de la última actualización), Bulgaria confirmó 766 casos y 40 muertes por la gripe A (H1N1).

### Croacia
El virus de la influenza A (H1N1) entró en Croacia el 3 de julio de 2009. Éste fue el 36º país en reportar casos de gripe A en el continente europeo.
En el día 29 de abril se anunciaba que un viajero de 22 años proveniente de Florida, EE. UU., había sido sometido a cuarentena en Osijek bajo sospechas de ser portador de la gripe A. Sin embargo, ese mismo día el director de la agencia de epidemiología de enfermedades infecciosas, el Dr. Ira Gjenero Margan, declaró que los resultados de las pruebas eran negativos "con un 99% de certeza".
El 30 de abril, un niño fue sometido a cuarentena en Zagreb, pero los resultados fueron negativos.
El 15 de junio, el ministro de la salud, Darko Milinovic, había confirmado el primer caso de la gripe A (H1N1) en Croacia; sin embargo, pocas horas más tarde dijo que el laboratorio en Londres había confundido las muestras y, por lo tanto, había dado un resultado positivo falso (queriendo decir que hasta aquel entonces no había afectados en Croacia).
Pero el primer caso confirmado en laboratorio se dio a conocer el 3 de julio. La paciente era una mujer de 60 años que vino de Australia.
Hasta el 29 de abril de 2010 (fecha de la última actualización), Croacia confirmó 526 casos y 26 muertes por la gripe A (H1N1).

### Dinamarca
El virus de la influenza A (H1N1) entró en Dinamarca el 1 de mayo de 2009. Éste fue el 8º país en reportar casos de gripe A en el continente europeo, y el primero de toda Escandinavia.
El Ministerio de Salud de Dinamarca confirmó el 1 de mayo el primer caso de gripe A (H1N1), que se tornó el primero a ser registrado en toda Escandinavia.
El 11 de junio, un total de 11 casos fueron confirmados, incluyendo entre ellos a un niño de seis años.
El 29 de junio, fue anunciado el primer caso de resistencia al medicamento Oseltamivir (Tamiflu) a nivel mundial.
Hasta el 29 de abril de 2010 (fecha de la última actualización), Dinamarca confirmó 651 casos y 33 muertes por la gripe A (H1N1).

### Eslovaquia
El virus de la influenza A (H1N1) entró en Eslovenia el 28 de mayo de 2009. Éste fue el 22º país en reportar casos de gripe A en el continente europeo.
Hasta el 29 de abril de 2010 (fecha de la última actualización), Eslovaquia confirmó 955 casos y 53 muertes por la gripe A (H1N1).

### Eslovenia
El virus de la influenza A (H1N1) entró en Eslovenia el 19 de junio de 2009. Éste fue el 29º país en reportar casos de gripe A en el continente europeo.
El primer caso confirmado fue notificado el día 19 de junio; una mujer que voló de Nueva York a Venecia, y que luego condujo un coche hasta Eslovenia. El Instituto de la Salud Pública de la República de Eslovenia estableció un sitio web con la información sobre la gripe A (H1N1). Esta página web es actualizada una vez al día. Desde el 16 de julio de 2009, había 35 personas con el virus, y 251 que dieron resultado negativo a las pruebas.
Hasta el 29 de abril de 2010 (fecha de la última actualización), Eslovaquia confirmó 990 casos y 19 muertes por la gripe A (H1N1).

### España
El virus de la influenza A (H1N1) entró en España el 26 de abril de 2009. Éste fue el primer país en reportar casos de gripe A en el continente europeo.
Un día después de comunicarse la aparición del brote de gripe A (H1N1) en México, surgieron en España los primeros posibles casos, la mayoría de jóvenes con edades comprendidas entre los 20 y 30 años. El primer caso posible fue en Almansa, en la provincia de Albacete, cuando un joven había ingresado en el hospital con los síntomas de la gripe cotidiana días después de haber viajado a México. A este caso, se le unieron varios en el País Vasco y en la Comunidad Valenciana.

### Estonia
El virus de la influenza A (H1N1) entró en Estonia el 29 de mayo de 2009. Éste fue el 24º país en reportar casos de gripe A en el continente europeo.
El primer caso confirmado en laboratorio el 29 de mayo fue un hombre de 29 años que volvió de los Estados Unidos.
El 3 de junio, dos nuevos casos fueron confirmados.
El 7 de junio, el cuarto caso fue confirmado en un paciente que también volvió de los Estados Unidos el 4 de junio.
7 nuevos casos fueron confirmados el 26 de junio. Dos de ellos volvían de un viaje a México. Los otros cinco eran estadounidenses que estaban de viaje por Estonia.

### Finlandia
El virus de la influenza A (H1N1) entró en Finlandia el 11 de mayo de 2009. Éste fue el 15º país en reportar casos de gripe A en el continente europeo.
La tensión de la pandemia de gripe A (H1N1) ha sido añadida a la lista oficial de enfermedades infecciosas peligrosas al público ("yleisvaarallinen tartuntatauti"), que garantiza el tratamiento gratuito a todos los residentes, incluyendo cuarentena, a partir del 1 de mayo de 2009.
Los dos primeros casos de gripe A en Finlandia fueron confirmados el 11 de mayo de 2009 en el área metropolitana de Helsinki. Todos ellos estaban juntos en México, y volvieron a Finlandia vía Ámsterdam el 6 de mayo de 2009.
Hasta el 29 de abril de 2010 (fecha de la última actualización), Finlandia confirmó 6.122 casos y 44 muertes por la gripe A (H1N1).

### Francia
El virus de la influenza A (H1N1) arribó por primera vez a Francia el 1 de mayo de 2009 en París, cuando la ministra francesa anunció los primeros dos casos. Las primeras dos personas contagiadas en Francia por la pandemia se trataban de un hombre de 49 años y una joven de 24.
Francia fue el noveno país en reportar casos de gripe A en el continente europeo.

### Gibraltar
El virus de la influenza A (H1N1) entró en Gibraltar el 24 de julio de 2009. Éste fue el tercer territorio (dependencia) en reportar casos de gripe A en el continente europeo.
Hasta el 29 de abril de 2010 (fecha de la última actualización), Gibraltar confirmó 62 casos de gripe A (H1N1).

### Grecia
El virus de la influenza A (H1N1) entró en Grecia el 18 de mayo de 2009. Éste fue el 17º país en reportar casos de gripe A en el continente europeo.
El 18 de mayo de 2009, las autoridades confirmaron el primer caso de gripe en un griego de 19 años, quien estudia en Nueva York. Las autoridades se han puesto en contacto con muchos de los pasajeros que estaban sentados cerca del paciente en el avión, y están estudiando síntomas sospechosos. Después Grecia adquirió antivirales suficientes para cubrir el 12% de la población (al menos el 10% es la cantidad propuesta por las directivas de la UE). El infectado de 19 años de edad está ahora fuera del hospital, y ninguno de los pasajeros del vuelo está infectado. 
Hasta el 29 de abril de 2010 (fecha de la última actualización), Grecia confirmó 17.977 casos y 143 muertes por la gripe A (H1N1).

### Hungría
El virus de la influenza A (H1N1) llegó a Hungría el 29 de mayo de 2009. Éste fue el 23º país en reportar casos de gripe A en el continente europeo.
El 29 de abril se reportaron seis casos sospechosos en Hungría. Ninguno de ellos se confirmó como gripe A (H1N1). Fueron enviadas las muestras del virus a los EE. UU., las que permitirán el inicio de la producción de vacunas.
Un mes después (29 de mayo) se confirma un nuevo caso. La persona infectada era un hombre brasileño que se recuperó y que luego abandonó el país.
El 18 de junio tres nuevos casos de gripe A fueron confirmados en Hungría: una pareja casada que volvió de Nueva York, y un hombre que volvió de Londres.
Hungría, en el día 22 de julio, se convirtió en el tercer país europeo en confirmar fallecimientos por la gripe A.
Hasta el 29 de abril de 2010 (fecha de la última actualización), Hungría confirmó 283 casos y 134 muertes por la gripe A (H1N1).

### Irlanda
El virus de la influenza A (H1N1) penetró en Irlanda el 30 de abril de 2009. Éste fue el 5º país en reportar casos de gripe A en el continente europeo.
El 2 de mayo de 2009, el Departamento de Salud (HSE) anunció oficialmente el primer caso en Irlanda: un hombre que vive en Dublín, quien antes había viajado a México.
Del 25 de mayo al 31 de mayo, más de tres casos fueron confirmados.
En el día 2 de junio, 3 nuevos casos fueron confirmados por el HSE en un grupo de personas que volvieron de Nueva York, elevando el número total de casos para 7.
El 19 de junio, un caso de gripe A fue descubierto en un niño de siete años que asistía a una escuela primaria, y que había estado en el extranjero. 28 niños de la escuela fueron tratados con Tamiflu. El número total de casos desde esa fecha era de 18.
El 21 de junio un niño volvía de los Estados Unidos de América y presentaba síntomas parecidos al de una gripe, la cual fue tratada en el Hospital General de Tralee, Kerry. Pero más tarde, la prueba que se hizo dio resultado negativo ante la gripe A (H1N1).
12 nuevos casos de la gripe A fueron confirmados, sumando en total 63 casos en Irlanda. Ya para el 10 de julio de 2009, el número total de contagiados excedía a los 100. Se cree que 9 de estos casos fueron transmitidos internamente (dentro del país).
Hasta el 29 de abril de 2010 (fecha de la última actualización), Irlanda confirmó 3.189 casos y 25 muertes por la gripe A (H1N1).

### Isla de Man
El virus de la influenza A (H1N1) llegó a Islandia el 12 de junio de 2009. Éste fue el primer territorio (dependencia) en reportar casos de gripe A en el continente europeo.
Hasta el 29 de abril de 2010 (fecha de la última actualización), la Isla de Man confirmó 75 casos de la gripe A (H1N1).

### Islandia
El virus de la influenza A (H1N1) llegó a Islandia el 23 de mayo de 2009. Éste fue 19º país en reportar casos de gripe A en el continente europeo.
El primer caso fue reportado el 23 de mayo de 2009. La persona infectada vino al país de Nueva York y se mareó poco después de que llegó a Islandia. El segundo caso fue anunciado el 9 de junio: un hombre del Distrito de la Capital que también había llegado de los Estados Unidos.

Islandia advirtió a la gente que viaja a México y Estados Unidos (sobre todo California y Texas) que tuviese cuidado, y se pusiese en contacto con un doctor si comenzaban a mostrar síntomas de la gripe A. Pero el 28 de abril se aconsejó a la población que viaja a México anular su viaje (salvo que este sea muy urgente).
El 28 de abril se anunciaba que los pasajeros que llegaran de los Estados Unidos o México serían supervisados y se someterían al chequeo (aun si los signos mínimos de la gripe fueran descubiertos).

### Italia
El virus de la influenza A (H1N1) entró en Italia el 2 de mayo de 2009. Éste fue el 10º país en reportar casos de gripe A en el continente europeo.
Una mujer que volvió de San Diego fue hospitalizada en Venecia por tener sospechas de gripe A.
El 2 de mayo, Reuters confirmó que Italia tenía un caso de la gripe A. Fue registrado en un hombre de 50 años en Massa después de volver de la Ciudad de México. Sin embargo, porque él tenía síntomas muy suaves (tales como dolores y tos, pero sin síntomas de fiebre), se recuperó bien.
Italia reportó el día 4 de mayo nueve casos del virus H1N1, que, según la Salud Pública de ese país, provenía de viajeros procedentes de México y Estados Unidos.

### Jersey
El virus de la influenza A (H1N1) llegó a Jersey el 18 de junio de 2009. Éste fue el segundo territorio (dependencia) en reportar casos de gripe A en el continente europeo.
Hasta el 29 de abril de 2010 (fecha de la última actualización), Jersey confirmó 702 casos de gripe A (H1N1).

### Kosovo
El virus de la influenza A (H1N1) llegó a Kosovo el 27 de julio de 2009. Éste fue 40º país en reportar casos de gripe A en el continente europeo.
Hasta el 29 de abril de 2010 (fecha de la última actualización), Kosovo confirmó 98 casos y 14 muertes por la gripe A (H1N1).

### Letonia
El virus de la influenza A (H1N1) llegó a Letonia el 23 de junio de 2009. Éste fue el 31º país en reportar casos de gripe A en el continente europeo.
El 21 de junio, una mujer que volvió de Norteamérica fue hospitalizada. Los síntomas fueron observados ya cuando ella estaba todavía en el avión. Fue confirmado más tarde que ella tenía la gripe A.
A finales de junio, un grupo de estudiantes americanos viajaban por los países bálticos. Desde el 26 de junio, cinco de ellos han sido confirmados como portadores de la gripe A (H1N1). Los cinco estudiantes se han quedado en Tallin, Estonia, pero el otro grupo sigue sus viajes y recibe la medicación profiláctica.
Hasta el 29 de abril de 2010 (fecha de la última actualización), Letonia reportó 1,253 casos y 34 muertes por la gripe A (H1N1).

### Liechtenstein
El virus de la influenza A (H1N1) llegó a Liechtenstein el 6 de agosto de 2009. Éste fue 42º país en reportar casos de gripe A en el continente europeo.
Hasta el 29 de abril de 2010 (fecha de la última actualización), Liechtenstein confirmó 5 casos de gripe A (H1N1).

### Lituania
El virus de la influenza A (H1N1) llegó a Lituania el 26 de junio de 2009. Éste fue el 33º país en reportar casos de gripe A en el continente europeo.
El 26 de junio se confirmó el primer caso de gripe del país (diagnosticado por el Centro de sida Lituano). Desde el 11 de julio, había 5 casos confirmados y 25 casos sospechosos.
Hasta el 29 de abril de 2010 (fecha de la última actualización), Lituania confirmó 68 casos y 23 muertes por la gripe A (H1N1).

### Luxemburgo
El virus de la influenza A (H1N1) entró en Luxemburgo el 2 de junio de 2009. Éste fue el 26º país en reportar casos de gripe A en el continente europeo.
Hasta el 29 de abril de 2010 (fecha de la última actualización), Luxemburgo confirmó 333 casos y 3 muertes por la gripe A (H1N1).

### Macedonia
El virus de la influenza A (H1N1) entró en la República de Macedonia el 4 de julio de 2009. Éste fue el 37º país en reportar casos de gripe A en el continente europeo.
Hasta el 29 de abril de 2010 (fecha de la última actualización), Macedonia confirmó 2600 casos y 26 muertes por la gripe A (H1N1).

### Malta
El virus de la influenza A (H1N1) llegó a Malta el 1 de julio de 2009. Éste fue el 35º país en reportar casos de gripe A en el continente europeo.
El 2 de julio de 2009, el Secretario del Parlamento, Mario Galea, confirmó que los doctores tratan a dos hombres con la gripe A después de que ellos vinieron de unas vacaciones en España el 30 de junio de 2009. Otras 10 personas del mismo vuelo muestran síntomas.
Los casos de la gripe A están en la parte del norte del país. Malta había sido hasta ahora el único país de la Unión Europea que no había reportado casos de gripe A (H1N1). El 3 de julio de 2009, fueron confirmados 14 casos más, sumando un total de 16 (estando 2 de ellos en la isla de Gozo). Una muchacha del lugar fue confirmada como una contagiada por el virus el 5 de julio de 2009.
La mayoría de los casos han sido suaves, con sólo dos internaciones de hospital desde el 6 de julio de 2009. Hasta ese día el número de casos era de 24. Irónicamente, el número más grande de casos ha ocurrido en Għarb (en la isla de Gozo) que es uno de los pueblos más pequeños del país.
Hacia el 7 de julio de 2009, los casos confirmados eran 39. Esa cifra se elevó a 55 el 8 de julio. El 9 de julio, los casos confirmados se elevaron a 60, incluyendo un bebé de 9 meses en la isla de Gozo. El 10 de julio se confirmaron otros 9 casos (todos ubicados en Gozo, estando entre ellos el primer adulto de 60 años); entonces el número total de casos se elevó a 69. Hasta el 11 de julio el número de casos confirmados era de 75. La mayoría de ellos estaba en Gozo, que es mucho menos poblado que la isla de Malta. El 12 de julio, el Departamento de Salud maltés confirmó otros 2 casos, subiendo a 77 el número de casos hasta ese día. El 13 de julio, otros dos hombres de 20 años de edad fueron confirmados con el virus H1N1, y el total de casos confirmados era de 79. Después, 2 más en Gozo y 1 más en Malta se confirmaron el 14 de julio, sumando 82 casos en total. En 2 semanas había unos 84 casos de gripe A (H1N1) en esta pequeña república.
Después de 2 semanas de que los dos primeros casos fuesen confirmados en Malta, el 16 de julio otros 8 casos fueron confirmados. Uno de estos era una persona del centro de detención. De este modo, ahora hay 92 casos confirmados en Malta.
Hasta el 29 de abril de 2010 (fecha de la última actualización), Malta confirmó 718 casos y 5 muertes por la gripe A (H1N1).

### Moldavia
El virus de la influenza A (H1N1) llegó a Moldavia el 30 de julio de 2009. Éste fue el 41º país en reportar casos de gripe A en el continente europeo.
Hasta el 29 de abril de 2010 (fecha de la última actualización), Moldavia confirmó 2.524 casos y 46 muertes por la gripe A (H1N1).

### Mónaco
El virus de la influenza A (H1N1) llegó a Mónaco el 17 de junio de 2009. Éste fue el 28º país en reportar casos de gripe A en el continente europeo.
Mónaco dio a conocer su primer caso de gripe A el 17 de junio. La víctima es un joven monegasco, quien volvió de los Estados Unidos. Él fue puesto en la unidad de aislamiento del Hospital L’archet.
Hasta el 29 de abril de 2010 (fecha de la última actualización), Mónaco confirmó 36 casos de gripe A (H1N1).

### Montenegro
El virus de la influenza A (H1N1) entró en Montenegro el 22 de junio de 2009. Éste fue el 30º país en reportar casos de gripe A en el continente europeo.
Hasta el 29 de abril de 2010 (fecha de la última actualización), Montenegro confirmó 119 casos y 7 muertes por la gripe A (H1N1).

### Noruega
El virus de la influenza A (H1N1) entró en Noruega el 9 de mayo de 2009. Éste fue el 14º país en reportar casos de gripe A en el continente europeo.
El 9 de mayo Noruega confirmó sus 2 primeros casos de la nueva gripe. Dos jóvenes (un hombre y una mujer) contrajeron la enfermedad en México. Ambos tuvieron síntomas 'leves' y están recuperándose bien, según las autoridades.

### Países Bajos
El virus de la influenza A (H1N1) entró en los Países Bajos el 30 de abril de 2009. Éste fue el 6º país en reportar casos de gripe A en el continente europeo.
El Instituto Nacional de los Países Bajos para la Salud Pública y el Ambiente, inspeccionó a cualquier viajero que volvió de México desde el 17 de abril de 2009 y desarrolló una fiebre de 38.5 grados Celsius (101.3 grados Fahrenheit) cuatro días después de su llegada a los Países Bajos, recomendándole a quedarse en casa.
El 30 de abril de 2009, una niña de tres años dio resultado positivo a la prueba que confirma el virus de la gripe A. La niña volvió desde México a los Países Bajos el 27 de abril de 2009. Sin embargo, sus padres dieron resultado negativo a la gripe A (H1N1). La niña estaba muy enferma al principio, según sus padres; pero luego se recuperó satisfactoriamente.
El 7 y 8 de mayo de 2009, un segundo caso y tercer caso de gripe A en los Países Bajos fueron anunciados. Estos eran una mujer de 53 años y un hombre de 52 años. Ambos habían vuelto de México recientemente y estaban siendo tratados con Tamiflu. La mujer tuvo una recuperación satisfactoria, y el hombre se encuentra bien. No hubo ningún tipo de relación entre cada uno de estos tres casos. La gente que estuvo al lado de los infectados por el virus en el avión fue contactada y tratada con Tamiflu como medida preventiva. El 3 de julio de 2009, había 134 casos confirmados en los Países Bajos. El número se elevó a 273 el 24 de julio y a 517 el 31 de julio. El 4 de agosto de 2009, la primera persona murió (después de estar enferma con la gripe), y el número de personas infectadas se elevó a 912 el 7 de agosto. Sólo el 20% de los pacientes contrajo la gripe dentro de los Países Bajos. Muchos de los enfermos son personas que se contagiaron durante o después de sus vacaciones en países como España, Grecia y Reino Unido. El 6 de noviembre, el Instituto Nacional de los Países Bajos para la Salud Pública y el Ambiente, dijo que hay más 5 muertos (lo que elevó el total a 17). Pero al 23 de diciembre de 2009, el número de víctimas fatales se elevó a 50.
Hasta el 29 de abril de 2010 (fecha de la última actualización), los Países Bajos confirmaron 1.473 casos y 62 muertes por la gripe A (H1N1).

### Polonia
El virus de la influenza A (H1N1) entró en Polonia el 6 de mayo de 2009. Éste fue el 12º país en reportar casos de gripe A en el continente europeo.
A partir del 28 de mayo, Polonia ha confirmado cuatro casos: uno de ellos es el de una mujer de 58 años residente en Mielec, Subcarpatia, quien volvió de los EE. UU. A partir del 8 de mayo, ocho casos están siendo investigados, según el Instituto Nacional de Salud Pública, y el canal de noticias TVN 24.
El Cuerpo Principal Sanitario de Inspectores polaco mantiene una página Web acerca de la situación epidémica en Polonia, que incluye diariamente actualizaciones del brote de gripe A (H1N1).
Desde el 1 de julio, Polonia tenía 19 casos confirmados, según el Instituto Nacional de la Salud Pública, y el canal de noticias TVN 24. Desde el 22 de junio, al menos 200 pacientes fueron antes investigados, pero las pruebas dieron resultado negativo. el Ministerio de Asuntos Exteriores polaco publicó una declaración el 25 de abril, en el cual recomienda que los ciudadanos eviten viajes a áreas afectadas, hasta que la pandemia esté totalmente controlada.

### Portugal
El virus de la influenza A (H1N1) entró en Portugal el 4 de mayo de 2009. Éste fue el 11º país en reportar casos de gripe A en el continente europeo.
Durante la mañana del día 4 de mayo de 2009, la ministra de Salud, Ana Jorge, confirmó el primer caso de infección del virus H1N1 en territorio portugués. La persona infectada fue una portuguesa de 31 años, pero ya no presenta riesgo de contagio.
Hasta el día 14 de junio estaban confirmados 3 casos.
Según Jorge Torgal (director del Instituto de Higiene y Medicina Tropical) es posible que después de confirmarse esta pandemia, el número de portugueses infectados podría ser de 2 a 3 millones de personas, y con 75 mil muertes.

### Reino Unido
El virus de la influenza A (H1N1) entró en el Reino Unido el 27 de abril de 2009. Éste fue el segundo país en reportar casos de gripe A en el continente europeo.
En Londres se reportó el 25 de abril un caso de un tripulante del vuelo BA242 de la compañía British Airways proveniente de la Ciudad de México, siendo hospitalizado por presentar síntomas de gripe. No obstante, al día siguiente (26 de abril) se confirmó que dichos estudios resultaron negativos, y que esta persona no presentaba la gripe porcina.
Hasta el 27 de abril dos personas estaban con la dolencia en el país, según el ministro de Salud de Escocia, Nicola Sturgeon. Los dos británicos están en tratamiento, aislados en un hospital en Airdrie, próximo a Glasgow. Según el ministro, ellos se están recuperando bien.
El número de infectados por el virus de la influenza A (H1N1) va en aumento, de los cuales hay casos de británicos que no han realizado viajes a países norteamericanos. 
Después de mes y medio de haber llegado la gripe A (H1N1) al Reino Unido, el 14 de junio muere la primera víctima en Europa; el paciente era de Escocia.
El gobierno de Escocia dijo que el paciente murió en un hospital, e indicó que era una de las 10 personas que estaban recibiendo atención médica para ser curadas.

### República Checa
El virus de la influenza A (H1N1) llegó a República Checa el 25 de mayo de 2009. Éste fue 20º país en reportar casos de gripe A en el continente europeo.
Hasta el 29 de abril de 2010 (fecha de la última actualización), República Checa confirmó 5.445 casos y 533 muertes por la gripe A (H1N1).

### Rumania
El virus de la influenza A (H1N1) llegó a Rumania el 26 de mayo de 2009. Éste fue el 21º país en reportar casos de gripe A en el continente europeo.
El 26 de mayo de 2009 se registra el primer caso; una mujer que había viajado a Nueva York, Estados Unidos, fue hospitalizada al presentar los síntomas en Bucarest, donde los resultados de laboratorio dieron positivo.

### Rusia
El virus de la influenza A (H1N1) entró en Rusia el 22 de mayo de 2009. Éste fue el 18º país en reportar casos de gripe A en el continente europeo, y el 11º país en el continente asiático.
Rusia ha prohibido la importación de carne de cerdo procedentes de Guatemala, Honduras, República Dominicana, Colombia, Costa Rica, Cuba, Nicaragua, Panamá, El Salvador, y de 9 estados de EE. UU. (Alabama, Arizona, Arkansas, Georgia, Kansas, Luisiana, Nuevo México, Oklahoma y Florida). También fue prohibida la importación de todos los tipos de carne y productos cárnicos procedentes de México y de 5 Estados de EE. UU. (California, Texas, Kansas, Nueva York y Ohio).  
El Presidente dio instrucciones a los gobernadores regionales a que adopten medidas urgentes para evitar que se propague la gripe porcina en Rusia. Dmitri Medvédev también encargó a la Presidencia (en el plenipotenciario enviado a los distritos federales) supervisar personalmente las medidas preventivas para garantizar la no propagación de enfermedades en Rusia, además de establecer los informes mensuales sobre la situación. 
El 1 de mayo, los funcionarios confirmaron que dos mujeres que venían de viaje de EE. UU.  estaban infectadas con la gripe A (H1N1). Ambas estuvieron en el hospital para continuar el tratamiento. Al día siguiente (2 de mayo), los turistas fueron instruidos para no ser infectados con la cepa nueva.
Hasta el 29 de abril de 2010 (fecha de la última actualización), Rusia confirmó 25.339 casos de gripe A (H1N1), además de 604 muertes.

### San Marino
El virus de la influenza A (H1N1) llegó a San Marino el 5 de noviembre de 2009. Éste fue 44º país en reportar casos de gripe A en el continente europeo.
Hasta el 29 de abril de 2010 (fecha de la última actualización), San Marino confirmó 5 casos de gripe A (H1N1).

### Serbia
El virus de la influenza A (H1N1) entró en Serbia el 24 de junio de 2009. Éste fue el 32º país en reportar casos de gripe A en el continente europeo.
Un turista de 71 años de Texas pidió hacerse las pruebas para comprobar la presencia de virus de la gripe A en el Hospital Provincial en Novi Sad, el 30 de abril. Los resultados fueron negativos.
El primer caso confirmado en Serbia fue anunciado el 24 de junio. La persona infectada fue un ciudadano montenegrino de 29 años que vive en Belgrado, y que volvía de un viaje a Argentina dos días antes. Cuando él viajó a través de Croacia y Alemania con otra gente, ellos fueron puestos en cuarentena.
El segundo caso fue confirmado el 25 de junio. La persona infectada era una ciudadana australiana de 4 años que visitaba Sombor. El 26 de junio, más tres casos fueron confirmados. En total, las 44 personas fueron puestas bajo la vigilancia de cuarentena. El 28 de junio, 6 casos más fueron confirmados, de los cuales tres eran ciudadanos canadienses, dos eran turistas que volvían de Australia y Egipto, y uno era un infectado que tuvo contacto con el primer paciente con caso de gripe en Serbia. Cuatro casos más fueron confirmados el 1 de julio: uno de ellos era un ciudadano estadounidense de 73 años, y otros dos provenían de Australia y EE. UU.. El 2 de julio, un deportista australiano fue diagnosticado con la gripe. El 6 de julio, el número total de pacientes infectados se elevó a 26. El 7 de julio, cuatro casos más fueron confirmados, sumando un total de 30 casos en Serbia. El 8 de julio, cuatro casos más fueron confirmados, sumando hasta ese entonces 34 casos.
Hasta el 29 de abril de 2010 (fecha de la última actualización), Serbia confirmó 695 casos y 83 muertes por la gripe A (H1N1).

### Suecia
El virus de la influenza A (H1N1) llegó a Suecia el 6 de mayo de 2009. Éste fue el 13º país en reportar casos de gripe A en el continente europeo.
El 28 de abril, al menos dieciocho personas suecas se hicieron los exámenes para comprobar si eran portadores del virus H1N1 después de retornar de viajes a México y EE. UU., pero los resultados salieron negativos. El 29 de abril, dos personas que habían vuelto de México con síntomas de la gripe fueron probadas.
El 6 de mayo, el Instituto sueco para el Control de Enfermedades Infecciosas confirmó el primer caso de la gripe A (H1N1).
El número de casos confirmados llegó a ser de 2 en Suecia, con 435 casos negativos relatados desde el 15 de mayo.
Un tercer caso fue confirmado el viernes 15 de mayo, y se hizo un informe el sábado siguiente, el cual decía que la paciente (una mujer de sesenta años) se había recuperado. En los primeros 3 casos, la gripe fue contraída en los Estados Unidos.
Un cuarto caso fue confirmado el 28 de mayo, también contraído en los Estados Unidos.
Hasta el 14 de julio, 164 casos han sido confirmados. Tres regiones hicieron un reporte dando a conocer más de 10 casos: Estocolmo, con 66; Escania, con 30; y Västra Götaland, con 22. 28 de los 164 casos fueron contagiados dentro del país.
Hasta el 29 de abril de 2010 (fecha de la última actualización), Suecia confirmó 10.985 casos y 27 muertes por la gripe A (H1N1).

### Suiza
El virus de la influenza A (H1N1) entró en Suiza el 30 de abril de 2009. Éste fue el 7º país en reportar casos de gripe A en el continente europeo.
El primer caso sospechoso se reportó el 27 de abril. Un joven que acababa de regresar de vacaciones de México fue informado por el médico de la familia acerca de la fiebre y sus síntomas. Inmediatamente fue puesto bajo cuarentena en un hospital. 8 personas más están bajo observación. 
Suiza ha confirmado su primer caso de gripe porcina en una estudiante de 19 años que acababa de regresar de México el 30 de abril. El hospital dijo en una declaración de que el Centro Nacional de Gripe en Ginebra confirmó la enfermedad poco después de que la estudiante fue liberada por error el día anterior.  
Suiza ha confirmado su segundo caso de gripe porcina en una joven de 24 años. Ella regresaba de un viaje a México y Estados Unidos, y estuvo en el Hospital de Berna. 
El 24 de mayo, un tercer caso de gripe porcina se ha anunciado en una mujer que volvió de Washington D. C.. Ella ahora está en su casa en Basilea.
Para el 29 de abril de 2010 (fecha de la última actualización), Suiza confirmó 11.221 casos y 18 muertes por la gripe A (H1N1).

### Turquía
Véase: Pandemia de gripe A (H1N1) en Turquía

### Ucrania
El virus de la influenza A (H1N1) entró en Ucrania el 2 de junio de 2009. Éste fue el 27º país en reportar casos de gripe A en el continente europeo.
Ucrania empezó con un solo caso, pero según el gobierno ucraniano, otra gripe afectó a este país confundiéndosela con la gripe A (H1N1).[cita requerida]
Hasta el 29 de abril de 2010 (fecha de la última actualización), Ucrania confirmó 494 casos y 213 muertes por la gripe A (H1N1).

## Cronología
| País o dependencia     | Confirmación del primer caso |
| ---------------------- | ---------------------------- |
| España                 | 26 de abril de 2009          |
| Reino Unido            | 27 de abril de 2009          |
| Alemania               | 29 de abril de 2009          |
| Austria                | 29 de abril de 2009          |
| Irlanda                | 30 de abril de 2009          |
| Países Bajos           | 30 de abril de 2009          |
| Suiza                  | 30 de abril de 2009          |
| Dinamarca              | 1 de mayo de 2009            |
| Francia                | 7 de mayo de 2009            |
| Italia                 | 2 de mayo de 2009            |
| Portugal               | 4 de mayo de 2009            |
| Polonia                | 6 de mayo de 2009            |
| Suecia                 | 6 de mayo de 2009            |
| Noruega                | 9 de mayo de 2009            |
| Finlandia              | 11 de mayo de 2009           |
| Bélgica                | 13 de mayo de 2009           |
| Grecia                 | 18 de mayo de 2009           |
| Rusia                  | 22 de mayo de 2009           |
| Islandia               | 23 de mayo de 2009           |
| República Checa        | 25 de mayo de 2009           |
| Rumania                | 26 de mayo de 2009           |
| Eslovaquia             | 28 de mayo de 2009           |
| Hungría                | 29 de mayo de 2009           |
| Estonia                | 30 de mayo de 2009           |
| Bulgaria               | 1 de junio de 2009           |
| Luxemburgo             | 2 de junio de 2009           |
| Ucrania                | 2 de junio de 2009           |
| Isla de Man            | 12 de junio de 2009          |
| Mónaco                 | 17 de junio de 2009          |
| Jersey                 | 18 de junio de 2009          |
| Eslovenia              | 19 de junio de 2009          |
| Montenegro             | 22 de junio de 2009          |
| Letonia                | 23 de junio de 2009          |
| Serbia                 | 24 de junio de 2009          |
| Lituania               | 26 de junio de 2009          |
| Bosnia y Herzegovina   | 29 de junio de 2009          |
| Malta                  | 1 de julio de 2009           |
| Croacia                | 3 de julio de 2009           |
| República de Macedonia | 4 de julio de 2009           |
| Andorra                | 11 de julio de 2009          |
| Albania                | 20 de julio de 2009          |
| Gibraltar              | 24 de julio de 2009          |
| Kosovo                 | 27 de julio de 2009          |
| Moldavia               | 30 de julio de 2009          |
| Liechtenstein          | 6 de agosto de 2009          |
| Bielorrusia            | 19 de agosto de 2009         |
| San Marino             | 5 de noviembre de 2009       |

| País o dependencia     | Confirmación de la primera muerte |
| ---------------------- | --------------------------------- |
| Reino Unido            | 14 de junio de 2009               |
| España                 | 30 de junio de 2009               |
| Hungría                | 22 de julio de 2009               |
| Bélgica                | 30 de julio de 2009               |
| Francia                | 30 de julio de 2009               |
| Países Bajos           | 4 de agosto de 2009               |
| Irlanda                | 7 de agosto de 2009               |
| Malta                  | 18 de agosto de 2009              |
| Grecia                 | 23 de agosto de 2009              |
| Suecia                 | 31 de agosto de 2009              |
| Noruega                | 3 de septiembre de 2009           |
| Italia                 | 4 de septiembre de 2009           |
| Luxemburgo             | 17 de septiembre de 2009          |
| Portugal               | 24 de septiembre de 2009          |
| Alemania               | 25 de septiembre de 2009          |
| Bulgaria               | 30 de septiembre de 2009          |
| Islandia               | 20 de octubre de 2009             |
| Serbia                 | 21 de octubre de 2009             |
| República Checa        | 22 de octubre de 2009             |
| Finlandia              | 24 de octubre de 2009             |
| Moldavia               | 26 de octubre de 2009             |
| Rusia                  | 27 de octubre de 2009             |
| Ucrania                | 30 de octubre de 2009             |
| Croacia                | 31 de octubre de 2009             |
| Austria                | 2 de noviembre de 2009            |
| Eslovenia              | 3 de noviembre de 2009            |
| Bielorrusia            | 4 de noviembre de 2009            |
| Letonia                | 9 de noviembre de 2009            |
| Eslovaquia             | 10 de noviembre de 2009           |
| Polonia                | 13 de noviembre de 2009           |
| Kosovo                 | 14 de noviembre de 2009           |
| Suiza                  | 14 de noviembre de 2009           |
| Bosnia y Herzegovina   | 16 de noviembre de 2009           |
| Lituania               | 18 de noviembre de 2009           |
| República de Macedonia | 18 de noviembre de 2009           |
| Dinamarca              | 20 de noviembre de 2009           |
| Estonia                | 23 de noviembre de 2009           |
| Rumania                | 23 de noviembre de 2009           |
| Montenegro             | 1 de diciembre de 2009            |
| Albania                | 3 de diciembre de 2009            |